# Heinz Pentzlin

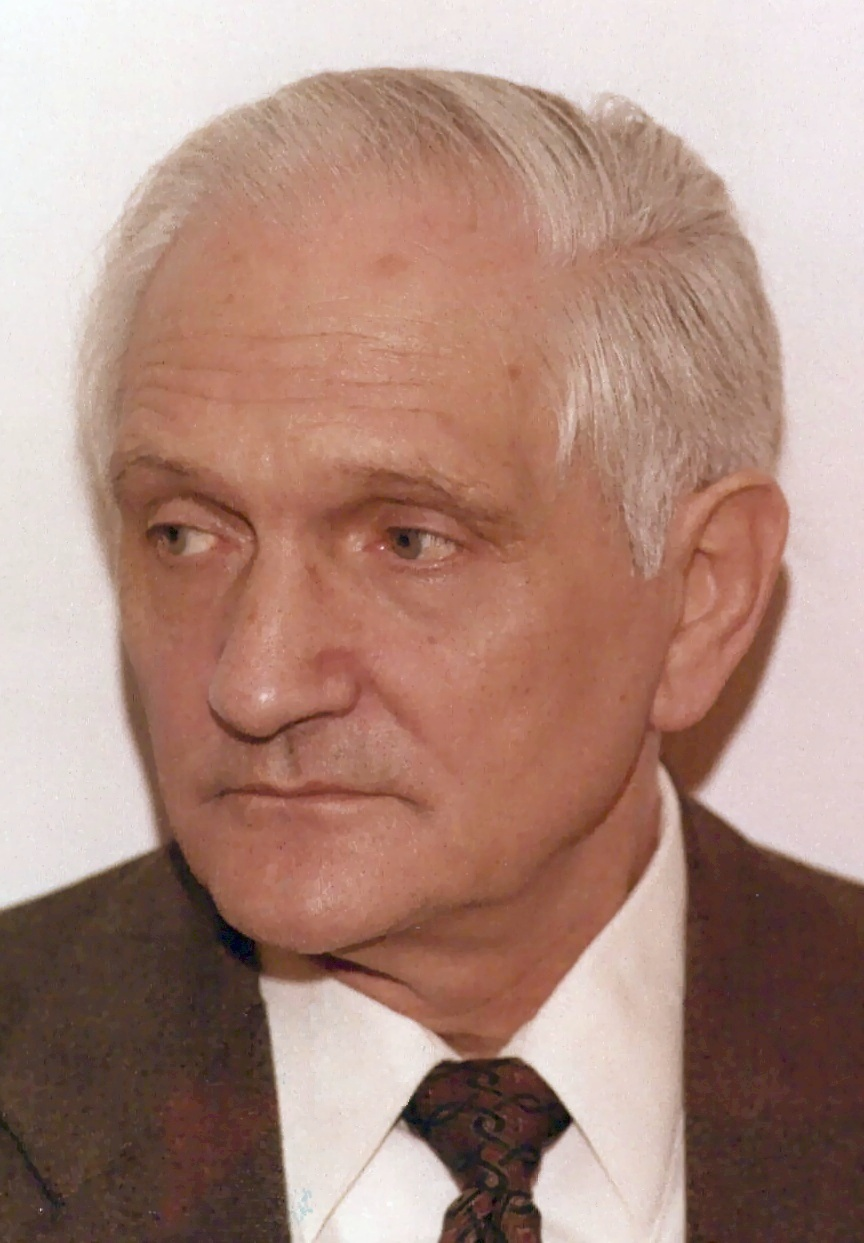
Heinz Pentzlin (1975)

Heinz Pentzlin (* 19. Oktober 1908 in Schwetz an der Weichsel; † 5. November 1986 in Hamburg) war ein deutscher Wirtschaftswissenschaftler, Journalist und Publizist.

## Leben
Heinz Pentzlin wurde im Jahr 1908 in der seinerzeit westpreußischen Stadt Schwetz an der Weichsel geboren. Seine Eltern waren der Justizbeamte Karl Pentzlin und dessen Frau Selma Schmidt, die als Dentistin arbeitete.
Nach seinem Schulabschluss am Gymnasium in Neubrandenburg zu Ostern 1929 studierte er Wirtschafts- und Sozialwissenschaften in Kiel und Frankfurt am Main, wobei ihn die „Kieler Schule“ prägte. Sein Diplom legte er am 22. November 1933 ab und wurde dann als Redaktionsassistent für den ‚Eildienst für Außenhandel und Außenwirtschaft‘ der „Deutschen Wirtschaftsdienst G.m.b.H“ in Berlin angestellt. Die Angestellten dieser GmbH wurden kurze Zeit später auf die Reichsstelle für Außenhandel des Reichswirtschaftsministeriums überführt. Neben seiner beruflichen Tätigkeit war Pentzlin weiter als Gasthörer an der Universität Berlin eingeschrieben und bestand dort am 28. April 1937 die Promotion zum Dr. rer. pol.
1935 zog er aus politischen Gründen zunächst in die Freie Stadt Danzig und wechselte 1936 nach Polen, wo er neben seiner journalistischen Tätigkeit vom 1. Mai 1936 bis zum 31. August 1938 die Geschäftsstelle der Leipziger Messe leitete. 1938 bis 1939 lebte Heinz Pentzlin in London, dann in den Niederlanden, Dänemark, Finnland und ab 1942 in Schweden. Während der Kriegsjahre arbeitete Heinz Pentzlin für verschiedene Zeitungen, die zum Teil verboten wurden – wie die „Frankfurter Zeitung“.
Nach dem Krieg kehrte Heinz Pentzlin nach Deutschland zurück und arbeitete zunächst für verschiedene Zeitungen, so 1947 bei der Zeitung "Die WELT" in Hamburg. Dann wurde er Redakteur bei der „Wirtschafts-Zeitung“ aus dem Curt E. Schwab Verlag, bis er 1954 als Ressortleiter des Wirtschaftsteils wieder zurück zur WELT wechselte. Dort war er ab 1964 bis 1968 Mitglied der Chefredaktion. 1969 wurde Heinz Pentzlin zunächst Chefredakteur der Zeitschrift „Dialog“, dann bis zu ihrer Einstellung 1973 deren Herausgeber.
1963 wurde er Beirat der Axel Springer Verlag KG und 1970 nach Umwandlung der KG in eine Aktiengesellschaft in den Aufsichtsrat der Axel Springer Verlag AG berufen, dem er bis 1983 angehörte.
In  Artikeln und durch Bücher erwarb sich Heinz Pentzlin auch einen internationalen Ruf (u. a. „Was kostet der Wohlstand“ 1962, „Inflation“ 1972, „Das Geld“ 1982 und besonders eine Biografie über Hjalmar Schacht oder „Wie Hitler an die Macht kam“).
Verheiratet war Heinz Pentzlin mit Hanna, geb. Feldtange, und er hatte drei Kinder. Sein älterer Bruder Kurt Pentzlin war ebenfalls Wirtschaftswissenschaftler.

## Auszeichnung
- 1984 wurde Heinz Pentzlin im Hamburger Rathaus aufgrund seiner „hervorragenden Leistungen auf dem Gebiet der Publizistik“ das Bundesverdienstkreuz Erster Klasse überreicht.

## Schriften (Auswahl)
- Binnenmarktbelebung und Welthandel. – Borna-Leipzig: Noske, 1937
- Aegypten. Berlin: E. Schmidt, 1957
- Was kostet der Wohlstand? Oldenburg: Stalling, 1962
- Der Mann an der Spitze. Oldenburg: Stalling, 1964
- Taiwan fortschreitet in der Wirtschaft. Taipei: China Publ. Co., 1970
- Die Kinder des Wohlstands. Osnabrück: Fromm, 1974
- Inflation. München: Goldmann, 1975, Orig.-Ausg.
- Arbeitslos, Los der Zukunft? Zürich: Edition Interfrom, 1977, ISBN 978-3720150859
- Die Gefährdung der sozialen Marktwirtschaft. Würzburg: Naumann, 1979
- Hjalmar Schacht. Berlin, Frankfurt/Main, Wien: Ullstein, 1980, ISBN 978-3550079139
- Wie lange noch Inflation? Frankfurt/M., Berlin, Wien: Ullstein, 1980, Orig.-Ausg., ISBN 978-3548345130
- Das Geld. Berlin: Ullstein, 1982, ISBN 978-3550077081
- Wie Hitler an die Macht kam. Bergisch Gladbach: Lübbe, 1983, Orig.-Ausg., ISBN 978-3404650484
- Die Deutschen im Dritten Reich. Stuttgart: Seewald, 1985, ISBN 9783512007156
- Utopisten und Aussteiger. Asendorf: MUT-Verlag, 1985, ISBN 978-3891820117